# DKDA: Sueños de juventud
DKDA: Sueños de juventud (no Brasil: DKDA: Sonhos de Juventude) é uma telenovela mexicana produzida por Luis del Llano Macedo para a Televisa e exibida pelo Canal de las Estrellas entre 22 de novembro de 1999 e 28 de abril de 2000.
A trama trás María Sorté, Otto Sirgo e Eugenia Cauduro como protagonistas adultos e Nora Salinas e Luis Gatica como antagonistas adultos. Jan e Litzy (substituída por Andrea Torre no terceiro mês) interpretam os protagonistas juvenis e Alessandra Rosaldo e José Suárez são os antagonistas juvenis. 

## Sinopse
DKDA é um grupo de jovens com 10 anos de êxito nos palcos. Rodrigo (Jan), Karla (Sharis Cid), Axel (Patricio Borghetti), Camila (Veronica Jaspeado), Mateo (Ernesto D'Alessio), Regina (Paola Cantú) e Brenda (Alessandra Rosaldo) são como uma família que convivem juntos desde pequenos e graças a orientação de Eduardo (Otto Sirgo), pai de Rodrigo e Angela (Eugenia Cauduro), sua esposa, livram os obstáculos que se interpõem em sua carreira e se manter no topo. 
Laura (Litzy/Andrea Torre) é uma jovem fã do grupo e junto com Rita (Maria Sorté), sua mãe seguem a trajetória do DKDA. Para Laura, Rodrigo, seu príncipe encantado, é uma ilusão de amor, impossível de alcançar porém por ele que vale a pena seguir sonhando. Para Rita, a possibilidade de Laura realizar seu sonho é como viver em sua filha o que nunca realizou. Devido a isso a apoia e motiva  com entusiasmo para que siga a trajetória do grupo. Laura consegue ter contato pela primeira vez com Rodrigo e o grupo. 
A partir daí se converte em fã nº 1. A presença de Laura é uma constante. Para ela o amor por Rodrigo cresce na mesma medida em que escapa. Rodrigo ama Brenda  sem suspeitar que ela o usa como uma alavanca em sua carreira. Apesar da presença de Laura como amiga fiel de Rodrigo ela se converte na peça principal de sua vida. A decepção ao saber que foi usado por Brenda termina em tragédia. 
A partir disso, Laura demonstra que o amor que sente por Rodrigo é sincero e vai mais além de qualquer impedimento físico e luta para reabilitá-lo aceitando sua invalidez e o acompanha nos momentos de solidão e desconsolo. Rodrigo se dá conta que Laura está sempre a seu lado com otimismo e lhe semea o desejo de viver. Um dos grandes fracassos de Rodrigo será admitir que Brenda jamais o quis. 
O fracasso do casamento de Angela e Eduardo se consuma graças à chegada de Letícia (Nora Salinas), uma modelo de 32 anos, decadente, louca, alcoólatra e em fim de carreira que buscar se apossar de Eduardo e sua produtora musical sem se importar com os meios usados para conseguir o desejado, inclusive matar Angela.
Pablo (José Suárez), irmão de Laura, é um garoto muito problemático apesar de que é sempre mimado por Rita, sua mãe. Ele se torna chofer de Brenda e ao mesmo tempo são cúmplices e amantes. Sempre ajuda Brenda em seus planos porem Pablo se dedica a roubar e ao consumo e tráfico de drogas. Fará o que seja para que seus planos de delinquente saiam a perfeição.

## Elenco
- Maria Sorté - Rita Martinez
- Otto Sirgo - Eduardo Arias
- Eugenia Cauduro - Angela Rey Arias/Kara Giacometti
- Nora Salinas - Letícia del Rosal
- Luis Gatica - Raul Arias
- Jan - Rodrigo Arias
- Alessandra Rosaldo - Brenda Sakal
- Ernesto D'Alessio - Mateo D'Avila
- Sharis Cid - Karla Rincón
- Veronica Jaspeado - Camila Saldivar
- Paola Cantú - Regina Torres
- Patricio Borghetti - Axel Harris
- Litzy - Laura Martinez # 1 (capítulos 1-65)
- Andrea Torre - Laura Martinez # 2 (capítulos 66-115)
- Macaria - Prudencia Rincón
- José Suarez - Pablo Martinez
- Luis Ernesto Cano - Tino Ventura
- Orlando Miguel - Jeronimo Gutierrez
- Cecília Toussaint - Lola Saldivar
- Maurício Barcelata - Andrés Sanchez
- Ricardo Dalmacci - Nestor Giacometti
- Archie LaFranco - Ivan
- Lourdes Munguía - Luisa Insuaín
- Luis Gimeno - Jorge Rey
- Jessica Salazar - Christi Bordoña

### Participações especiais
- Maki - Sandra (amiga de David que se une a ele para separar Regina e Mateo)
- Michel Brown - David (ex-namorado de Regina que a contamina com o virus da AIDS e arma junto com Sandra para separar Regina e Mateo)
- Marco Uriel - Fernando Insuaín (marido de Luísa e pai biológico de Laura)
- Mauricio Islas - ele mesmo (apresentador de um programa no inicio do primeiro capítulo/ator que contracena com Brenda em uma novela)
- Milton Cortez - Ramón (policial amigo de Rita)
- Esther Rinaldi - Sofia (amiga modelo de Letícia)
- Cecília Gutierrez - Perla (Apresentadora Do Programa Vibra W)
- Jacqueline Voltaire - Jackie (empresária que compra a parte do grupo de Letícia e Raul que se apaixona por Jorge Rey)
- Innis - ele mesmo (cantor que acaba como alvo da disputa entre Brenda e Karla)
- Amparito Arozamena - Carmelita (empregada na casa dos Arias)
- Arsenio Campos - Felipe (ex-namorado de Rita e pai de Pablo)
- Dulce María - Mary Cejitas (integrante do fã clube do DKDA e amiga de Laura)
- Raul Izaguirre - Claudio
- José Luis Cordero - Librado (chefe da gangue na qual Pablo faz parte e disputa Rita com Felipe)
- Aitor Iturrioz - ele mesmo
- Adolfo Angel - ele mesmo
- Gustavo Angel - ele mesmo
- Adal Ramones - ele mesmo
- Ramiro Torres - Apresentador Mirim/Rodrigo Arias (pré adolescente)
- Constanza Mier - Camila Saldivar (pré adolescente)
- Fátima Torre - Karla Rincón (pré adolescente)
- Niurka Marcos - cliente no salão da Rita
- Lillí Brillanti - Reporter
- Martha Cristiana - apresentadora
- Oscar Uriel - Reporter
- Ana Sobero
- Alan Lesdema - Joaquin (fisioterapeuta de Rodrigo)
- Gisella Aboumrad - Bergoña Rodriguez (garota escolhida por Brenda para jantar com Rodrigo e sósia de Laura)
- Yuliana Peniche - Jessica (uma das garotas abusadas sexualmente por Raul)

## Reprise
Foi reprisada pelo TLNovelas entre 10 de agosto de 2009 e 15 de janeiro de 2010, substituindo Locura de amor e sendo substituída por Confidente de secundaria. 

## Audiência
Alcançou média de 20 pontos.

## Trilha sonora
1. Amame Como Soy - DKDA (tema de abertura e 1º encerramento)
2. No Me Limites - DKDA
3. La Fuerza Del Amor - Alessandra Rosaldo, Ernesto D'Alessio, Jan e Patricio Borghetti (tema do Centro de Reabilitação e 2º encerramento)
4. Momento - Alessandra Rosaldo (tema de Laura e Rodrigo)
5. No Se Me Pega La Gana - Patricio Borghetti (tema de Axel e 5º encerramento)
6. Creer En Ti - Ernesto D'Alessio, Jan, Patricio Borghetti e Veronica Jaspeado (4º encerramento)
7. El Uno Para El Otro - Ernesto D'Alessio (tema de Mateo e Regina/Laura e Rodrigo e 3º encerramento)
8. Llega La Vida - Litzy
9. DKDA - Alessandra Rosaldo, Jan e Ernesto D'Alessio
10. Jovenes Como Tú - Alessandra Rosaldo (8º encerramento)
11. Agridulce Amor - Jan (tema de Brenda e Rodrigo)
12. Polvora Mojada - Veronica Jaspeado (tema de Camila/Christi e 6º encerramento)
13. Creo En Tu Amor - Jan (7º encerramento)
14. Caminando Entre Las Nubes - Paola Cantú (tema de Regina)
15. Soy Tuya - Litzy (tema de Laura)

### Musicas não-incluídas no CD
1. Mi Niña - Jan (canção que Rodrigo dedica a Laura no último capítulo)
2. Cancion Para David - DKDA (tema de morte de David)
3. Volar - DKDA
4. La Esperanza Del Amor - DKDA (tema de Ângela/David)
5. Sentirás Amor - Innis
6. DKDA Medley - DKDA (encerramento final)
7. El Uno Para El Otro (Versão Piano) - Eugenia Cauduro
8. Jovenes Como Tu (Refrão) (Versão Dueto) - Litzy e Patricio Borghetti
9. La Fuerza Del Amor (Acústica) - Alessandra Rosaldo e Patricio Borghetti